# Anticariat

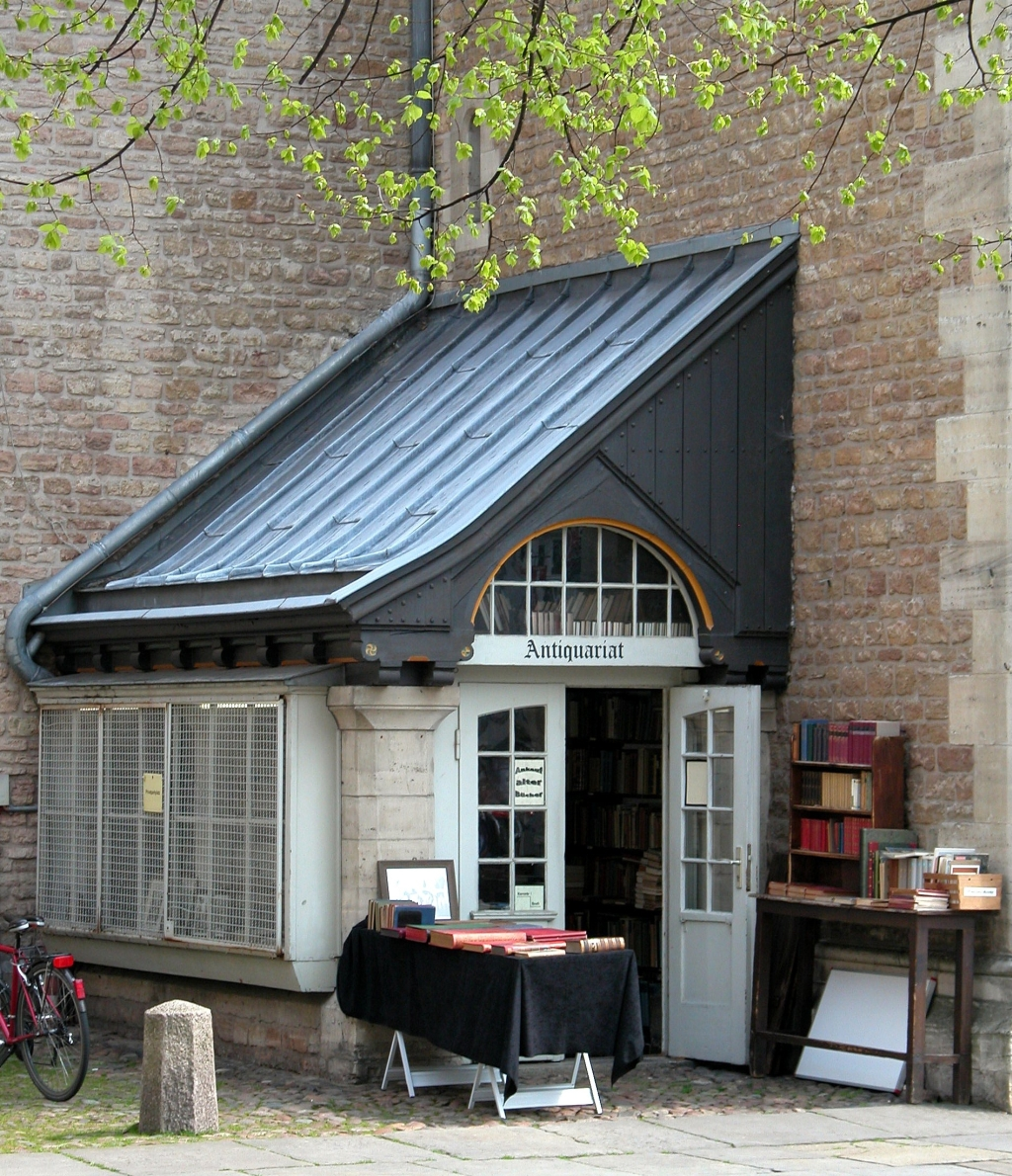
Anticariat deschis, în Braunschweig (Germania)

Anticariatul este un magazin care achiziționează și vinde cărți vechi sau obiecte vechi de artă, la un preț mai redus, vânzătorul fiind un anticar. 
În anticariate se mai pot găsi manuscrise, hărți, ziare vechi, picturi, mobilă și, mai nou, discuri muzicale. 
Începând cu anii 2000, în România s-a născut o nouă specie de anticariate - anticariatele online. 
A fost o încercare îndrăzneață de a muta acest model de întreprindere foarte tradițională într-un mediu nou și lipsit de încredere. 
Având avantajul tehnologiei de partea lor, anticariatele online au oferit oferte diversificate la o atingere a mouse-ului. S-a încercat cât mai mult optimizarea căutărilor și eficientizarea categoriilor produselor de anticariat. 
Astfel s-a născut o nouă categorie, colecționabilele.  
Colecționabilele ce se regăsesc în anticariatele online diferă de la cărți cu autograf, ediții princeps și ediții în tiraje extrem de limitate, până la bilete de loterie și fotografii de epocă, cărți poștale sau acțiuni și documente bancare.